# Notoreas niphocrena
Notoreas niphocrena är en fjärilsart som beskrevs av Edward Meyrick 1883. Notoreas niphocrena ingår i släktet Notoreas och familjen mätare. Inga underarter finns listade i Catalogue of Life.